# Top Gear China
Top Gear China è stato un programma televisivo cinese che tratta come argomento principale le automobili, in onda dal 23 aprile 2011 al 21 gennaio 2015. La serie è stata presentata da Cheng Lei, Richie Jen, Tian Liang e The Stig.

## Episodi
| Serie | Serie | Puntate | Prima TV Cina     | Prima TV Cina      | Spettatori prima TV |
| Serie | Serie | Puntate | Prima di stagione | Finale di stagione | Spettatori prima TV |
| ----- | ----- | ------- | ----------------- | ------------------ | ------------------- |
|       | 1     | 8       | 23 aprile 2011    | 18 dicembre 2011   |                     |
|       | 2     | 11      | 13 novembre 2014  | 21 gennaio 2015    |                     |